# Admiral Basketball Bundesliga 2009/10
Die ABL-Saison 2009/10 ist die 64. Spielzeit der „Admiral Basketball Bundesliga“.

## Saisonnotizen
- Meister der Saison 2009/10 wurden die Allianz Swans Gmunden.
- Cupsieger der Saison 2009/10 wurden die Allianz Swans Gmunden im Finale gegen Kapfenberg Bulls (Basketball).

## Spielmodus 2009/10
An der „Admiral Basketball Bundesliga“ nahmen 2009/10 zwölf Teams teil. Im Grunddurchgang stehen 22 Runden auf dem Spielplan. Die ersten sechs Teams qualifizieren sich für die Hauptrunde (H1), in die alle bis dahin erzielten Ergebnisse „mitgenommen“ werden.
In der Hauptrunde kommen zehn Runden zur Austragung. Die sechs Mannschaften der H1 sind fix für das Viertelfinale qualifiziert, zusätzlich qualifizieren sich die ersten Zwei der H2 für das Viertelfinale. Im Viertelfinale spielen dann der Erste der H1 gegen den zweiten der H2, der Zweite der H1 gegen den Ersten der H2, der Dritte der H1 gegen den Sechsten der H1 und der Vierte der H1 gegen den Fünften der H1. (jeweils Best-of-Five) Die Semifinali und das Finale werden ebenfalls jeweils Best-of-Five gespielt.

## Teilnehmer
Das Teilnehmerfeld ist im Vergleich zur vergangenen Saison unverändert. Somit nehmen folgende zwölf Teams an der ABL teil:
| \| Team \| \| ----------------------------------- \| \| WBC Kraftwerk Wels \| \| Allianz Swans Gmunden \| \| BSC Raiffeisen Panthers Fürstenfeld \| \| Arkadia Traiskirchen Lions \| \| Kapfenberg Bulls \| \| Oberwart Gunners \| \| Xion Dukes Klosterneuburg \| \| UBC St. Pölten \| \| öko Stadt Güssing Knights \| \| Kelag Wörthersee Piraten \| \| UBSC Graz \| \| Basket Clubs Vienna \| |
| Team |
| WBC Kraftwerk Wels |
| Allianz Swans Gmunden |
| BSC Raiffeisen Panthers Fürstenfeld |
| Arkadia Traiskirchen Lions |
| Kapfenberg Bulls |
| Oberwart Gunners |
| Xion Dukes Klosterneuburg |
| UBC St. Pölten |
| öko Stadt Güssing Knights |
| Kelag Wörthersee Piraten |
| UBSC Graz |
| Basket Clubs Vienna |